# Salitral (Costa Rica)
Salitral es un distrito del cantón de Santa Ana, en la provincia de San José, de Costa Rica.

## Toponimia
El nombre del distrito proviene por la Fuente del Salitre, una naciente de agua mineral. Existe desde 1944 y fue utilizada por la familia Ortega quienes usaban el agua para la fabricación de bebidas. La fuente actual se hizo en el 2010 como proyecto municipal.

## Historia
Vinieron de Escazú a poblar el Salitral los siguientes colonos: Timoteo González, Lucas Mora, Ignacio Carpio Sandí, Blas y Juan León, Eugenio Céspedes, Blas y Juan Álvarez. Gracias a ello se fundó la población de Salitre.
Salitral adquirió el título de distrito y de villa desde la fundación del cantón en 1907.

## Ubicación
Se ubica en el sur del cantón, el distrito limita al norte con el distrito de Santa Ana, al este con el cantón de Escazú, al sur con el cantón de Mora y oeste con los distritos de Uruca y de Piedades.

## Geografía
Salitral cuenta con un área de 20,29 km² y una altitud media de 1022 m s. n. m.

## Demografía
Para el año 2022, Salitral cuenta con una población estimada de 4626 habitantes, y para el último censo efectuado, en 2011, Salitral contaba con una población de 4304 habitantes.

## Localidades
- Barrios: Paso Machete (parte), Robalillo.
- Poblados: Alto Raicero, Chirracal, Matinilla, Pabellón, Perico, Montoya, Quebrador (parte)

## Cultura

### Sitios de interés
- Iglesia de Salitre
- Fuente del Salitre
- Parque Eólico del Valle Central, el mayor parque eólico del país, propiedad de la Compañía Nacional de Fuerza y Luz (CNFL).

## Transporte

### Carreteras
Al distrito lo atraviesan las siguientes rutas nacionales de carretera:
- Ruta nacional 311

## Concejo de distrito
El concejo de distrito de Santa Ana vigila la actividad municipal y colabora con los respectivos distritos de su cantón. También está llamado a canalizar las necesidades y los intereses del distrito, por medio de la presentación de proyectos específicos ante el Concejo Municipal. El presidente del concejo del distrito es el síndico propietario del partido Liberación Nacional, José Antonio Soto Umaña.
El concejo del distrito se integra por:
| #                       | Partido                         | Nombre                       |
| Síndico propietario     | Síndico propietario             | Síndico propietario          |
| ----------------------- | ------------------------------- | ---------------------------- |
| 1                       | Partido Liberación Nacional     | José Antonio Soto Umaña      |
| Síndico suplente        |                                 |                              |
| 2                       | Partido Liberación Nacional     | Lorena Álvarez Quesada       |
| Concejales propietarios |                                 |                              |
| 3                       | Partido Liberación Nacional     | Alberto Ureña Herrera        |
| 4                       | Partido Liberación Nacional     | Vera Sandí Cascante          |
| 5                       | Partido Acción Ciudadana        | Asdrúbal Montoya Ureña       |
| 6                       | Partido Unidad Social Cristiana | Manuel Montoya Jiménez       |
| Concejales suplentes    |                                 |                              |
| 7                       | Partido Liberación Nacional     | José Antonio Sibaja Ramírez  |
| 8                       | Partido Liberación Nacional     | Silvia Ureña Jiménez         |
| 9                       | Partido Acción Ciudadana        | Milena Sandí Montoya         |
| 10                      | Partido Unidad Social Cristiana | María Elena Jiménez Madrigal |